# Alan Huckleberry

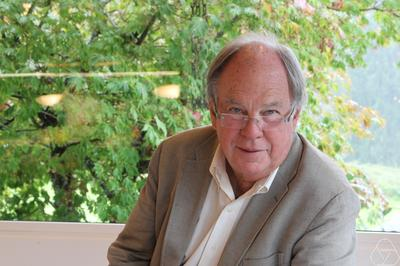
Alan Huckleberry

Alan Trinler Huckleberry (* 1941) ist ein US-amerikanischer Mathematiker, der sich mit algebraischer Geometrie und komplexer Analysis (in mehreren Variablen) befasst.
Huckleberry wurde 1970 an der Stanford University bei Halsey Royden promoviert (Holomorphic mappings and algebras of holomorphic functions of several complex variables). Er lehrte an der University of Notre Dame und ist seit 1980 Professor an der Ruhr-Universität Bochum (2009 emeritiert) und lehrt auch an der Jacobs University Bremen.
Neben reiner Mathematik befasst er sich auch zum Beispiel mit Anwendungen symplektischer Geometrie in der Quantenverschränkung und anderen Problemen der mathematischen Physik.
Er ist mehrfacher Ehrendoktor.

## Schriften
- mit Gregor Fels, Joseph A. Wolf Cycle spaces of flag domains: a complex geometric point of view, Birkhäuser 2006
- mit Tilman Wurzbacher (Herausgeber) Infinite dimensional Kähler Manifolds, Birkhäuser 2001 (DMV Seminar Oberwolfach 1995)
- Herausgeber mit Fabrizio Catanese, Hélène Esnault, Klaus Hulek, Thomas Peternell Global aspects of complex geometry, Springer Verlag 2006 (darin von Huckleberry: Actions on flag manifolds: related cycle spaces)
- The classification of homogeneous surfaces, Expositiones mathematicae 4 (1986), 289–334
- Actions of groups of holomorphic transformations, in: Several Complex Variables VI, Encyclopedia of Math. Sciences, Band.69, Springer-Verlag  1991, 143–196
- mit Peternell, Artikel Several complex variables: basic geometric theory und Complex manifolds in Francoise, Naber, Tsun (Hrsg.), Encyclopedia of Mathematical Physics, Elsevier 2006